# Morgan Bulkeley
Morgan Gardner Bulkeley (East Haddam, 26 dicembre 1837 – Hartford, 6 novembre 1922) è stato un politico e dirigente sportivo statunitense.

## Biografia
Bulkeley, un Repubblicano, combatté nella Guerra di secessione americana, fu un membro del Consiglio cittadino di Hartford e presidente di banca. Fu introdotto nella National Baseball Hall of Fame come primo presidente della National League. Nel suo unico anno in carica, prese di mira il gioco d'azzardo, l'alcolismo e gli eccessi dei tifosi. Divenne Sindaco di Hartford per quattro mandati, 54º Governatore del Connecticut per due mandati e Senatore degli Stati Uniti, oltre a fungere da terzo presidente della compagnia assicuratrice Aetna Life per 43 anni.